# Caphornia coppingeri
Caphornia coppingeri là một loài bướm đêm trong họ Noctuidae.